# Vicki Golden
Vicki Golden   (San Diego, 28 de juliol de 1992) és una pilot professional de motocròs nord-americana especialitzada en Freestyle Motocross (FMX). És la primera dona a haver estat membre de l'equip Metal Mulisha, un dels més importants del món del FMX. Des de l'any 2000, en què va debutar, Golden ha guanyat tres medalles d'or consecutives de Moto X Racing als X Games en categoria femenina. És també la primera dona a haver competit mai en la modalitat del Freestyle als X Games, on ha guanyat una medalla de bronze a la categoria "best whip". Actualment pilota una Suzuki 450/250 de motocròs.

## Carrera esportiva
Golden va començar a conduir motocicletes a set anys després de veure com ho feien el seu pare i el seu germà. Al començament va haver de competir amb els nois perquè no hi havia prou noies per a crear-ne una categoria separada. La seva carrera va començar a despuntar el 2008, a setze anys, quan va competir al Loretta Lynn's Amateur Championship de Tennessee (LLMX) i en va guanyar el campionat amateur femení. Aquell any mateix va obtenir la llicència "Pro" femenina ("WMX Pro License") de l'AMA.

### Fites
- 2008
  - Campiona femenina del Loretta Lynn's Amateur Championship (LLMX).
- 2009
  - Female Motocross Rookie of the Year ("Pilot de motocròs femenina novella de l'any") de la revista TransWorld Motocross.[7]
- 2011 
  - Medalla d'or de Women's Moto X Racing als X Games d'estiu.[8]
  - Primera dona a acabar entre els 10 primers a l'AMA Arena Cross Lites Main.[9]
  - Primera dona a qualificar-se per a l'espectacle nocturn AMA Arena Cross Premier Class.[10]
- 2012
  - Medalla d'or de Women's Moto X Racing als X Games d'estiu.[11]
- 2013
  - Dues medalles als X Games d'estiu: or en Women's Moto X Racing i bronze en Moto X (a la categoria de Best Whip).
- 2014
  - Nominada als premis ESPY en la categoria Best Female Action Sports Athlete ("Millor atleta femenina d'esports d'acció").[12]
  - Primera dona a completar la Road to Supercross de Ricky Carmichael.[13]
- 2015
  - Primera dona al Campionat AMA de supercross (aleshores amb rang de Campionat del Món de la FIM) a qualificar-se per als Fast 40 ("40 ràpids"), els quaranta millors pilots que passen a la final nocturna gràcies a les qualificacions cronometrades.[14]